# Pray for Japan
Pray for Japan（プレイ・フォー・ジャパン）とは、東日本大震災で大きな被害を受けた日本に対して、支援や応援の意味合いで世界各国で多用されているキャッチフレーズ。「日本への祈り」「日本のために祈ろう」の意。

## 概要
「Pray for Japan」という言葉は、東日本大震災で大きな被害を受けた日本に対して、支援や応援の意味合いで世界各国で用いられており、Google検索では2011年6月現在約 3,290,000 件ヒットしている。また、「Pray for Japan」の名を冠したチャリティー販売や支援活動も世界各地で行われている。

## インターネット
東日本大震災が発生した2011年3月11日の時点で、短文投稿サイトtwitterにおいて「日本への祈り」という意味合いで「#prayforjapan」というハッシュタグを用いた励ましや祈りのメッセージや画像が数多く投稿された。慶應義塾大学の学生 鶴田浩之 が震災直後に開設したウェブサイト「prayforjapan.jp」では、この現象を取り上げ、世界中から投稿されたこれらの祈りのメッセージや画像を同サイトに掲載した。
twitterやfacebookでは、プロフィール画像に「Pray for Japan」を表示させるサービスが現在提供されている。

## 書籍
インターネット上の現象は2011年4月に講談社より書籍化（ISBN 4-0621-7018-3）され、売上は全額を同震災にあてた義援金として寄付された。
2011年5月11日には「Pray for Japan」の名を冠するチャリティー同人誌『東日本大震災チャリティ同人誌「pray for Japan」』が発売された。こちらの売上も日本赤十字社を通じて義援金として寄付された。

## 音楽業界
台湾では、東日本大震災に対するチャリティー支援を目的としたCDアルバム「PRAY FOR JAPAN」がソニーミュージック台湾からリリースされ、6000万台湾ドル（約1億7000万円）を超える義援金が集められた。
米国の歌手レディー・ガガは「WE PRAY FOR JAPAN」と印刷されたリストバンドを5ドルで販売し、売上をチャリティーにあてた。

## Play for Japan
「Pray for Japan」と同様の意味合いで「Play for Japan」というフレーズも使用されている。「pray」と「play」の発音をかけ、「遊ぶ」「ゲームをする」「演奏する」「再生する」といった意味合いを持たせている。
これらの支援活動は一部の例であるが、ゲーム業界では、東日本大震災の被災者支援を目的としたチャリティープロジェクト「Play For Japan」が展開され、ゲーム関連のグッズをチャリティーオークションに出品する、募金を呼び掛けるなどの活動を行い、2011年3月31日には山岡晃らが筆頭となり、ゲーム音楽作曲家による支援アルバム「Play for Japan: The Album」が製作された。
また、2011年3月17日から5月17日の限定販売という形で、OTOTOYによる東日本大震災の救済支援を目的としたコンピレーションアルバム「Play for Japan」が、Vol.1からVol.6まで配信リリースされ、売上からクレジット決済手数料と著作権料を差し引いた全額が義援金として寄付された。